# Collix rufidorsata
Collix rufidorsata là một loài bướm đêm trong họ Geometridae.